# Sofia Olofsson
Sofia Elisabeth Olofsson, född den 4 september 1989, är en svensk  kickboxare som mestadels tävlar i Muay Thai.
Olofsson har tagit många nationella och internationella mästerskapsmedaljer. Vid EM har hon bland annat tagit guld 2014 och 2017. Vid VM har hon tagit guld 2016 och 2018. 2017 vann hon guld vid World Games.